# Girolamo Pico della Mirandola
Girolamo Pico della Mirandola (1525 – 1588) è stato un nobile e militare italiano.
Signore di Roddi, il 22 dicembre 1567 ottenne dall'imperarore Massiliano l'investitura a conte della Mirandola e di Concordia, successore del padre Giantommaso Pico che fu spodestato dal cugino Galeotto II Pico, a seguito dell'omicidio del nonno Gianfrancesco II Pico (fratello del filosofo Giovanni Pico della Mirandola).

## Biografia
Come il padre, Girolamo tentò inutilmente per tutta la vita di rimpossessarsi del territorio mirandolese.
Il 30 agosto 1563 concesse licenza di godere tutti i privilegi su Roddi e le grazie spettanti al suo ruolo a Giovanni Verro, figlio di Battista di Castelletto Valdorba.
Nel marzo 1567 morì a Roddi lo zio Paolo Pico, la cui vedova Costanza Del Caretto, insieme alle figlie Giovanna ed Eleonora, si impadronì del castello di Roddi (che nel 1598 sarà poi ereditato dal mantovano Ascanio Andreasi). Ritenendosi leso nei suoi diritti, Giantommaso si rivolse al duca di Mantova e marchese del Monferrato, che rimise il caso al Senato di Casale Monferrato. Conferito l'incarico al proprio difensore Antonio Sebastiano Guaita il 14 maggio 1567, poco dopo Giantommaso morì improvvisamente, facendo subentrare il figlio Girolamo nella disputa giudiziaria.
Nel novembre 1568 venne scoperta una congiura contro Ludovico II Pico da parte di alcuni traditori che volevano ucciderlo in nome di Girolamo Pico; dopo averli fatti giustiziare e confiscati i loro beni, passati otto giorni, morì a 41 anni d'età anche Ludovico II, forse per avvelenamento. In seguito, Fulvia da Correggio seppe respingere energicamente le pretese di Girolamo.
Girolamo visse per molto tempo a Milano, dove nel 1585 fece realizzare la sua tomba nella chiesa delle Grazie. Testò nel 1588, ma non avendo figli chiamò molti individui alla sua eredità, tra cui il cugino Pomponio Torelli, e implorando l'assistenza dell'imperatore Rodolfo II affiché gli eredi potessero rivendicare i diritti sul dominio della Mirandola usurpati dai cugini.
Girolamo morì poi nel 1588 senza prole avuta dalla moglie Francesca Malaspina, estinguendo così questo ramo della famiglia Pico, ponendo così fine alle guerre con il ramo governante sulla Mirandola. Nel 1598 gli eredi dell'omicida trovarono infine accordo con Eleonora, figlia di Paolo Pico, che ricevette la corte di Magnacavallo.

## Discendenza
Girolamo Pico sposò Francesca Malaspina, figlia di Cesare Malaspina, conte di Malgrate e già vedova di Fabrizio Serbelloni. Non ebbero prole, e il ramo degli eredi diretti di Gianfrancesco II Pico si estinse.

## Ascendenza
|                            |                         |                         | Genitori                  |  |  | Nonni |  |  | Bisnonni        |  |  | Trisnonni            |  |
|                            |                         |                         |                           |  |  |       |  |  | Galeotto I Pico |  |  | Gianfrancesco I Pico |  |
|                            |                         |                         |                           |  |  |       |  |  | Galeotto I Pico |  |  | Gianfrancesco I Pico |  |
|                            |                         | Giulia Boiardo          |                           |  |  |       |  |  | Galeotto I Pico |  |  |                      |  |
| Giovanni Francesco II Pico |                         |                         |                           |  |  |       |  |  | Galeotto I Pico |  |  |                      |  |
|                            |                         | Bianca d'Este           | Niccolò III d'Este        |  |  |       |  |  |                 |  |  |                      |  |
|                            |                         | Bianca d'Este           | Niccolò III d'Este        |  |  |       |  |  |                 |  |  |                      |  |
|                            |                         | Bianca d'Este           | Anna de' Roberti          |  |  |       |  |  |                 |  |  |                      |  |
| Giantommaso Pico           |                         | Bianca d'Este           |                           |  |  |       |  |  |                 |  |  |                      |  |
|                            |                         | Giovanni Tommaso Carafa | Diomede II Carafa         |  |  |       |  |  |                 |  |  |                      |  |
|                            |                         | Giovanni Tommaso Carafa | Diomede II Carafa         |  |  |       |  |  |                 |  |  |                      |  |
|                            |                         | Giovanni Tommaso Carafa | Maria Caracciolo Rossi    |  |  |       |  |  |                 |  |  |                      |  |
| Giovanna Carafa            |                         | Giovanni Tommaso Carafa |                           |  |  |       |  |  |                 |  |  |                      |  |
|                            |                         | Giulia Sanseverino      | Roberto Sanseverino       |  |  |       |  |  |                 |  |  |                      |  |
|                            |                         | Giulia Sanseverino      | Roberto Sanseverino       |  |  |       |  |  |                 |  |  |                      |  |
|                            |                         | Giulia Sanseverino      | Elisabetta da Montefeltro |  |  |       |  |  |                 |  |  |                      |  |
| Girolamo Pico              |                         | Giulia Sanseverino      |                           |  |  |       |  |  |                 |  |  |                      |  |
|                            | Gentile Virginio Orsini | Napoleone Orsini        |                           |  |  |       |  |  |                 |  |  |                      |  |
|                            | Gentile Virginio Orsini | Napoleone Orsini        |                           |  |  |       |  |  |                 |  |  |                      |  |
|                            | Gentile Virginio Orsini | Francesca Orsini        |                           |  |  |       |  |  |                 |  |  |                      |  |
| Gian Giordano Orsini       | Gentile Virginio Orsini |                         |                           |  |  |       |  |  |                 |  |  |                      |  |
|                            |                         | Isabella Orsini         |                           |  |  |       |  |  |                 |  |  |                      |  |
|                            |                         |                         |                           |  |  |       |  |  |                 |  |  |                      |  |
|                            |                         |                         |                           |  |  |       |  |  |                 |  |  |                      |  |
| Carlotta Orsini            |                         |                         |                           |  |  |       |  |  |                 |  |  |                      |  |
|                            |                         | Ferdinando I di Napoli  | Alfonso I di Napoli       |  |  |       |  |  |                 |  |  |                      |  |
|                            |                         | Ferdinando I di Napoli  | Alfonso I di Napoli       |  |  |       |  |  |                 |  |  |                      |  |
|                            |                         | Ferdinando I di Napoli  | Gueraldona Carlino        |  |  |       |  |  |                 |  |  |                      |  |
| Maria Cecilia d'Aragona    |                         | Ferdinando I di Napoli  |                           |  |  |       |  |  |                 |  |  |                      |  |
|                            |                         | Eulalia Ravignano       |                           |  |  |       |  |  |                 |  |  |                      |  |
|                            |                         |                         |                           |  |  |       |  |  |                 |  |  |                      |  |
|                            |                         |                         |                           |  |  |       |  |  |                 |  |  |                      |  |
|                            |                         |                         |                           |  |  |       |  |  |                 |  |  |                      |  |